# فام نغوك ثاو
فام نڠ ثاو (بالفيتنامية: Phạm Ngọc Thảo)‏ (و. 1922 – 1965 م) هو عسكري فيتنامي، توفي عن عمر يناهز 43 عاماً.

## جوائز
حصل على جوائز منها:
Hero of the People's Armed Forces ‏